# Donnina Porro

Stemma famiglia Porro

Donnina Porro (Milano, XIV secolo – ...) è stata una nobildonna italiana.

## Biografia
Donnina de Porri chiamata "la Porrina", era figlia del giureconsulto milanese Leone Porro dei conti di Brianza e dei marchesi di Trebbia.
Fu probabilmente moglie di Bernabò Visconti, signore di Milano, forse sposata dopo la morte prima consorte Regina della Scala avvenuta nel 1384.
Fu tra le donne favorite di Bernabò, che nel suo testamento del 1379 concesse a Donnina e alla madre di lei l'usufrutto dei beni di Niguarda e l’eredità dei figli venne contestata dal successore Gian Galeazzo Visconti, ma riconosciuta più tardi dall’ultimo Visconti, Filippo Maria. 
Dopo la cattura di Bernabò per ordine di Gian Galeazzo Visconti nel 1385, Donnina seguì Bernabò in prigione nel castello di Trezzo, dove lui morì avvelenato il 19 dicembre 1385, ma di lei non si ebbero più notizie.

## Discendenza
Donnina ebbe da Bernabò:
- Lancillotto, (?-1441), legittimato, conte di Pagazzano e della Gera d'Adda, fu padre di Lucia e di Donnina Visconti, signora di Bologna;
- Soprana, (1383-?), sposò Giovanni da Prato;
- Ginevra, (1385-1438), nel 1403 sposò il marchese Leonardo Malaspina da cui ebbe la figlia Argentina, che sposò il marchese Giorgio del Carretto di Finale Ligure;
- Palamede;
- Damigella.